# Yoshihiro Shōji
Yoshihiro Shōji (japanisch 庄司 悦大 Shōji Yoshihiro; * 14. September 1989 in Numazu) ist ein japanischer Fußballspieler.

## Karriere
Shōji erlernte das Fußballspielen in der Schulmannschaft der Shimizu Commercial High School und der Universitätsmannschaft der Senshū-Universität. Seinen ersten Vertrag unterschrieb er 2012 bei FC Machida Zelvia. Der Verein spielte in der zweithöchsten Liga des Landes, der J2 League. Am Ende der Saison 2012 stieg der Verein in die Japan Football League ab. Für den Verein absolvierte er 83 Ligaspiele. 2015 wechselte er zum Drittligisten Renofa Yamaguchi FC. 2015 wurde er mit dem Verein Meister der J3 League und stieg in die J2 League auf. Für den Verein absolvierte er 77 Ligaspiele. 2017 wechselte er zum Ligakonkurrenten FC Gifu. Für den Verein absolvierte er 41 Ligaspiele. 2018 wechselte er zum Erstligisten Vegalta Sendai. Im Juli 2018 wechselte er zum Zweitligisten Kyoto Sanga FC. Mit dem Verein aus Kyōto feierte er Ende 2021 die Vizemeisterschaft und den Aufstieg in die erste Liga. Für den Klub stand er 108-mal in der zweiten Liga auf dem Spielfeld. Im Januar 2022 unterzeichnete er einen Vertrag beim Drittligisten FC Gifu.

## Erfolge
Vegalta Sendai
- Japanischer Pokalfinalist: 2018

Kyoto Sanga FC
- Japanischer Zweitligavizemeister: 2021  ▲